# Membri ai Academiei Române - E
Aceasta este o listă a tuturor membrilor Academiei Române ale căror nume încep cu litera E, începând cu anul înființării Academiei Române (1866) până în prezent.
- Nicolae Edroiu (1939 - 2018), istoric, membru corespondent (1999)
- Victor Eftimiu (1889 - 1972), scriitor, membru titular (1948)
- Mircea Eliade (1907 - 1986), filosof, eseist, istoric al religilor, romancier, ales post-mortem (1990)
- Pompiliu Eliade (1869 - 1914), istoric literar, membru corespondent (1912)
- Alexandru Elian (1910 - 1998), istoric, membru titular (1993)
- Jacques H. Elias (1844 - 1923), proprietar, bancher, ales post-mortem (1993)
- Grigore Eliescu (1898 - 1975), entomolog, membru corespondent (1948)
- Elisabeta de Neuwied (1843 - 1916), regină, scriitoare, membru de onoare (1881)
- Mihai Eminescu (1850 - 1889), scriitor, ales post-mortem (1948)
- David Emmanuel (1854 - 1941), matematician, membru de onoare (1936)
- George Enescu (1881 - 1955), compozitor, violonist, pianist, dirijor, pedagog, membru titular (1932)
- Ioan Enescu (1884 - 1972), medic, membru titular (1955)
- Constantin Erbiceanu (1838 - 1913), istoric, membru titular (1899)
- Vespasian Erbiceanu (1863 - 1943), jurist, membru corespondent (1932)
- Constantin Esarcu (1836 - 1898), naturalist, medic, om politic, membru corespondent (1884)